# Cappadocia (satrapia)
La Cappadocia (antico Persiano Katpatuka) fu una satrapia dell'Impero achemenide. La Satrapia apparteneva al terzo distretto e pagava un tributo stimato di 360 talenti all'anno.
Il primo satrapo di cui si sa il nome fu Ariaramnes, che governò la satrapia all'inizio del regno di Dario I. I suoi successori sono sconosciuti. Gobryas, il fratellastro di Serse, comandò i Cappadoci nel 480 a.C. Sotto il regno di Artaserse II, la Cappadocia venne divisa in due parti: la Paflagonia e la Cappadocia Proper.
Il satrapo della Cappadocia meridionale, Datame, si rivoltò senza successo all'Imperatore e venne poi assassinato nel 362 a.C.
L'ultimo satrapo achemenide di Cappadocia fu Mitrobarzane, che morì nel 334 a.C. nella battaglia del Granico contro Alessandro Magno, che la annesse al suo impero.